# Hebe salicornioides
Hebe salicornioides é uma espécie de planta do gênero Hebe.